# Вивијен Вествуд
Дама Вивијен Изабел Вествуд (енгл. Vivienne Isabel Westwood; Тинтвисл, 8. април 1941 — Лондон, 29. децембар 2022) била је британска модна креаторка и предузетница. Позната је по увођењу модерне панк и новоталасне моде у мејнстрим.
Отворила је четири бутика у Лондону, а потом и широм Уједињеног Краљевства и света, продајући све разноврснији асортиман робе, од којих су неке промовисале њене многе политичке циљеве као што је Кампања за нуклеарно разоружање, те групе за глобално загревање и грађанска права.